# Veronica Mars
Veronica Mars é um série americana de drama, criada pelo roteirista Rob Thomas. A série é ambientada na cidade fictícia de Neptune, na Califórnia, e é estrelada por Kristen Bell como personagem homônimo. A série estreou em 22 de setembro de 2004, durante dois anos finais da rede de televisão UPN, e terminou em 22 de maio de 2007, após uma temporada no sucessor da UPN, The CW, transmitindo por três temporadas no total. Veronica Mars foi produzido pela Warner Bros. Television, pela Silver Pictures Television, pela Stu Segall Productions e pela Rob Thomas Productions. Foi exibido no Brasil pelo canal TNT e na TV aberta pelo SBT. Em Portugal estreou no canal de cabo Fox Crime e foi emitida na RTP2 a partir de 29 de março de 2010. Joel Silver e Rob Thomas foram produtores executivos durante toda a série, enquanto Diane Ruggiero foi promovido na terceira temporada.

## Sinopse
| “ | Esta é a minha escola. Se você estuda aqui, ou seus pais são milionários ou trabalham para milionários. Neptune, Califórnia. Uma cidade sem classe média. | ” |

É com estas palavras que a própria Veronica Mars abre o episódio piloto, numa explicação objetiva e sucinta das idiossincrasias do lugar. Neo-noir, o seriado traz à tona um ambiente conturbado, repleto de segredos, discórdia, crimes e injustiça.
Veronica era uma das garotas mais populares da escola, até sua melhor amiga Lilly Kane ser assassinada e seu pai, o xerife Keith Mars, transformar Jake Kane, o pai de Lilly, no principal suspeito. Após o bilionário ser inocentado, o escândalo custou o emprego de Keith, sua casa, sua mulher e toda sua credibilidade com os moradores de Neptune. E é assim que se inicia a série, com uma Veronica abandonada pela mãe, sem amigos, deixada sem muitas explicações por seu namorado, Duncan Kane, irmão de Lilly e atormentada por não saber quem assassinou sua melhor amiga.
Durante o dia, Veronica continua lidando com a rotina na escola como qualquer outra garota normal. Com a ajuda de Wallace Fennel, um novo aluno da escola, ela bravamente enfrenta suas aulas e seus ex-amigos, como Duncan e Logan Echolls, além de outros garotos mais problemáticos, incluindo Eli "Weevil" Navarro e sua gangue de motociclistas.
Após a escola, Veronica ajuda seu pai em sua firma de investigação particular, fazendo espionagens para seus clientes numa tentativa de descobrir os maiores segredos dessa litorânea cidade da Califórnia, enquanto estuda matemática e procura por pistas que possam limpar o nome de seu pai."

## Resumo das temporadas

### Primeira temporada
A primeira temporada tem como mistério principal a morte de Lilly Kane, filha dos bilionários Jake e Celeste Kane e irmã de Duncan (ex-namorado de Veronica) e namorada de Logan Echolls (melhor amigo de Duncan). Adequando-se à sua nova vida, Veronica não consegue deixar de lado o assassinato, a princípio, insolúvel de Lilly.

### Segunda temporada
No começo da segunda temporada, a vida de Veronica volta a uma relativa normalidade, mas isso muda com a queda do ônibus escolar num penhasco, na volta de uma viagem extra-classe do Neptune High. O segundo mistério envolve a morte de Felix, após Weevil e sua gangue encontrarem Logan na ponte. Paralelamente, temos a descoberta do que realmente aconteceu na festa em que Veronica foi drogada e estuprada.

### Terceira temporada
A terceira temporada inicia com Veronica chegando a Hearst com Logan, Mac, Dick, Wallace e dois novos personagens são incluidos: Piz e Parker, colegas de quarto de Wallace e Mac, respectivamente. Nesta temporada Veronica investiga uma série de estupros que ocorrem no campus, após festas das fraternidades,caso iniciado no meio da temporada passada, quando Veronica visita a faculdade local junto com Wallace e reencontra seu ex-namorado Troy que foi erroneamente acusado de ter causado um deles. Após o fechamento do caso dos estupros, Veronica e Keith se veem envolvidos no suposto suicidio do reitor O'Dell, que depois é confirmado como homicídio. Depois do caso do reitor O'Dell, a serie passa a ter um caso por episodio já que o terceiro arco de mistério foi cortado. A série termina com um duplo episódio sobre uma misteriosa fita de sexo entre Piz e Veronica. A série termina com Veronica saindo na chuva, após votar para eleição de xerife de Neptune.

### Quarta temporada
As férias estão sendo de matar em Neptune, dizimando a indústria turística de toda a vida da cidade à beira-mar. Depois Mars é contratada pelos pais de uma das vítimas para encontrar o assassino de seu filho, Verônica é arrastada para um mistério épico de oito episódios que colocará as elites ricas do enclave, que preferem pôr fim ao bacanal de um mês, contra uma classe trabalhadora que depende do fluxo de caixa que vem com o período de curtição.

## Lista de episódios
| Temporada | Temporada | Episódios | Episódios | Originalmente exibido  | Originalmente exibido | Originalmente exibido |
| Temporada | Temporada | Episódios | Episódios | Estreia da temporada   | Final da temporada    | Emissora              |
| --------- | --------- | --------- | --------- | ---------------------- | --------------------- | --------------------- |
|           | 1         | 22        | 22        | 22 de setembro de 2004 | 10 de maio de 2005    | UPN                   |
|           | 2         | 22        | 22        | 28 de setembro de 2005 | 9 de maio de 2006     | UPN                   |
|           | 3         | 20        | 20        | 3 de outubro de 2006   | 22 de maio de 2007    | The CW                |
|           | 4         | 8         | 8         | 19 de julho de 2019    | 19 de julho de 2019   | Hulu                  |

## Elenco e personagens

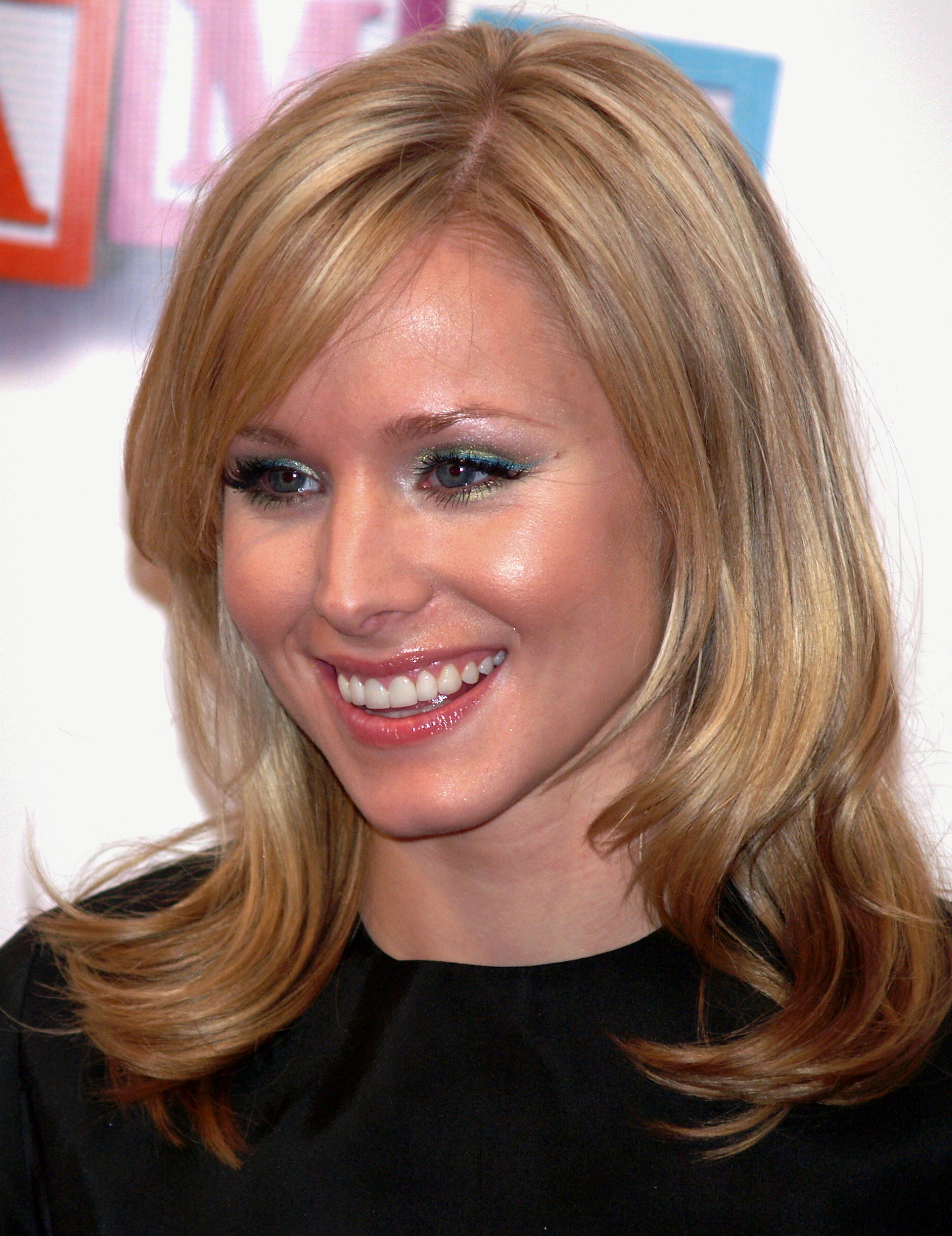
Kristen Bell como Veronica Mars

| Ator                  | Personagem                   | Temporada  | Temporada  | Temporada  | Temporada | Temporada  |
| Ator                  | Personagem                   | 1          | 2          | 3          | Filme     | 4          |
| --------------------- | ---------------------------- | ---------- | ---------- | ---------- | --------- | ---------- |
| Kristen Bell          | Veronica Mars                | Principal  | Principal  | Principal  | Principal | Principal  |
| Teddy Dunn            | Duncan Kane                  | Principal  | Principal  |            |           |            |
| Jason Dohring         | Logan Echolls                | Principal  | Principal  | Principal  | Principal | Principal  |
| Percy Daggs III       | Wallace Fennel               | Principal  | Principal  | Principal  | Principal | Principal  |
| Sydney Tamiia Poitier | Mallory Dent                 | Principal  |            |            |           |            |
| Francis Capra         | Eli "Weevil" Navarro         | Principal  | Principal  | Principal  | Principal | Principal  |
| Enrico Colantoni      | Keith Mars                   | Principal  | Principal  | Principal  | Principal | Principal  |
| Ryan Hansen           | Dick Casablancas             | Recorrente | Principal  | Principal  | Principal | Recorrente |
| Kyle Gallner          | Cassidy "Beaver" Casablancas | Recorrente | Principal  |            |           |            |
| Tessa Thompson        | Jackie Cook                  |            | Principal  |            |           |            |
| Tina Majorino         | Cindy "Mac" Mackenzie        | Recorrente | Recorrente | Principal  | Principal |            |
| Max Greenfield        | Leo D’Amato                  | Recorrente | Recorrente | Recorrente | Principal | Principal  |
| Michael Muhney        | Don Lamb                     | Recorrente | Recorrente | Principal  |           |            |
| Julie Gonzalo         | Parker Lee                   |            |            | Principal  |           |            |
| Chris Lowell          | Stosh "Piz" Piznarski        |            |            | Principal  | Principal |            |
| Krysten Ritter        | Gia Goodman                  |            | Recorrente |            | Principal |            |

## Cancelamento, filme e revival

### Cancelamento

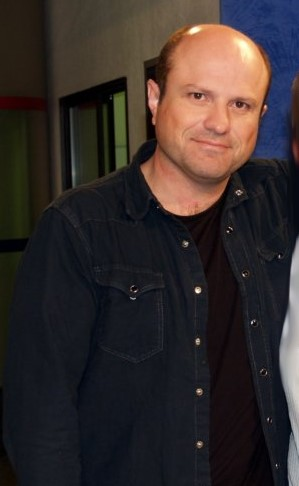
Enrico Colantoni, que interpreta o pai de Veronica, Keith Mars, manifestou interesse na adaptação cinematográfica da série.

Em janeiro de 2007, Dawn Ostroff anunciou que, embora estivesse satisfeita com a melhoria gradual de audiência de Veronica Mars, a série seria interrompida após os sweeps de fevereiro para exibir uma nova série de reality shows, Pussycat Dolls Present. Quando o hiato terminou, a série retornou para os últimos cinco episódios da temporada. No CW Upfront de 2007, Ostroff anunciou que Veronica Mars não fazia parte da nova linha de horário nobre e "não voltaria". Thomas criou um trailer que aconteceu quatro anos após o final da terceira temporada, com o título de trabalho "Veronica in the FBI", e lançou-o no DVD da terceira temporada. Quando perguntado se o conceito do FBI poderia acontecer, Ostroff disse que a série foi provavelmente completamente "de qualquer forma". Ostroff também disse que Kristen Bell e Rob Thomas poderiam colaborar em outro projeto para a rede CW. Em junho de 2007, o escritor da TV Guide, Michael Ausiello, confirmou que o cancelamento da Veronica Mars era oficial.

### Progresso de filme potencial
Thomas afirmou que ele estava interessado em escrever um longa-metragem baseado na série, no interesse de fornecer o fechamento para as linhas de história e arcos de personagem. Em setembro de 2008, Michael Ausiello, escrevendo para a Entertainment Weekly, relatou que Thomas havia se encontrado com Bell para discutir o enredo, o que provavelmente envolveria Veronica resolvendo crimes na faculdade e não como um agente do FBI. Thomas achava que o "cenário do FBI era mais um 'E se...?'", destinado a obter uma quarta temporada, e que "desejaria trazer de volta nossos principais participantes, e seria difícil acreditar que o FBI estacionou Veronica em Netuno". Ausiello depois relatou que Enrico Colantoni estaria envolvido no projeto. Colantoni disse que estava plenamente ciente das conversas que estão ocorrendo, acrescentando que "os shows de culto se traduziram bem na arena do cinema. Nada é oficial, mas eles estão falando sobre isso". Além da possibilidade de longa-metragem, Thomas teve uma reunião com a DC Comics para falar sobre uma série de quadrinhos da .Veronica Mars.
Em setembro de 2008, Thomas disse à Entertainment Weekly que "achei que tinha a ideia quebrada, mas acertei uma parede no ato final que não consegui entender". Thomas explicou que ele estava muito ocupado escrevendo Cupid e Party Down, ambos os quais ele criou. Em janeiro de 2009, a TV Guide relatou que o filme era a primeira prioridade de Thomas depois do Cupid. Thomas observou que, além de escrever o roteiro, alguém precisaria pagar pelo filme, mas indicou que o produtor Joel Silver estava pronto para dar luz verde no filme. Em junho de 2009, Bell disse: "Eu não acho que isso vai acontecer, e aqui está o porquê: Rob Thomas e eu tivemos uma reunião, e ambos estávamos 100% a bordo. Levamos nossa proposta para a Warner Bros. e Joel Silver nos disse que não há entusiasmo [lá] em fazer um filme de Veronica Mars, e isso infelizmente é um obstáculo que não podemos competir". Na Tour de Imprensa do TCA de Inverno de 2010, Rob Thomas afirmou que o filme não estaria acontecendo: "Eu escreveria se alguém o financiasse. Se alguém estiver interessado em fazer o filme que eu estou disponível, se Bell estará disponível. Eu acho que o mais próximo que chegamos foi Joel [Silver] empurrando-o para a Warner Bros. e eles não morderam. Ele meio que foi embora". Em abril de 2010, Thomas insistiu, "não está morto. Eu continuo a querer fazer isso [...] Nós ainda estamos investigando isso". Em junho de 2010, Silver estava menos otimista sobre o acontecimento do filme; "nós analisamos todas essas áreas sobre isso. Eu conversei com as pessoas do vídeo caseiro, porque um filme como esse seria dirigido por vídeo. Os DVDs da temporada não se saíram tão bem... Então eles não sentiram que havia uma necessidade ou uma audiência".

### Projeto Kickstarter
Em 13 de março de 2013, Rob Thomas e Kristen Bell lançaram um evento de arrecadação de fundos para o Kickstarter na tentativa de fazer o filme, com a ajuda de fãs para alcançar a meta de US$ 2 milhões. A campanha ofereceu vários incentivos para aqueles que doaram mais de US$ 10. Thomas e Bell afirmaram que eles abordaram a Warner Bros. com a ideia e eles aprovaram e estarão distribuindo o título final. Bell, Thomas, Enrico Colantoni, Ryan Hansen e Jason Dohring apareceram em um vídeo promovendo a campanha que foi filmada em fevereiro de 2012. O objetivo foi atingido 10 horas após o início da campanha. O projeto quebrou vários recordes do Kickstarter, incluindo o maior projeto de sucesso no Kickstarter. A campanha do Kickstarter terminou em 13 de abril, com 91.585 doadores arrecadando $5.702.153. A produção começou em junho de 2013, com um lançamento previsto para o início de 2014. Em dezembro de 2013, Thomas anunciou que a data de lançamento seria 14 de março de 2014, um ano e um dia após o início do projeto Kickstarter.
Em 5 de abril, Thomas completou o primeiro rascunho do roteiro. Vários anúncios de elenco foram feitos entre abril e junho, com a confirmação de vários membros do elenco, incluindo Jason Dohring (Logan Echolls), Enrico Colantoni (Keith Mars), Percy Daggs III (Wallace Funcho), Chris Lowell (Stosh "Piz" Piznarski) Francis Capra (Eli "Weevil" Navarro), Ryan Hansen (Dick Casablancas) e Tina Majorino (Cindy "Mac" Mackenzie), entre vários outros.
O filme teve sua estreia mundial no South by Southwest festival de cinema em 8 de março de 2014, e foi lançado nos cinemas e por meio de plataformas on-line em 14 de março de 2014. O filme arrecadou US$ 3.485.127 em todo o mundo, e recebeu críticas positivas dos críticos, com um índice de aprovação de 79% no site de agregação de revisão Rotten Tomatoes com base em comentários de 125 críticos, com uma pontuação média de 6,7 de 10.

### Série revival
Em 21 de agosto de 2018, foi relatado que Hulu estava planejando um revival de oito episódios de Veronica Mars com Kristen Bell retornando no papel-título e o criador da série, Rob Thomas, retornando também. Em 6 de setembro de 2018, foi relatado que a produção começará em outubro de 2018 e continuará até março de 2019 em Los Angeles. Diane Ruggiero e Dan Etheridge retornarão como produtores executivos. O enredo vai girar em torno de um serial killer em Netuno. Em 20 de setembro de 2018, o Hulu confirmou oficialmente o revival e anunciou que iria estrear em 2019. Em 25 de setembro, foi confirmado que Jason Dohring (Logan Echolls), Percy Daggs III (Wallace Fennel), Francis Capra (Weevil) e David Starzyk (Richard Casablancas) estaria retornando. Thomas afirmou que a série limitada terá lugar cinco anos depois do filme e "levará 'Veronica Mars de volta' às suas raízes hardcore de So-Cal noir" e que "é um grande caso. Oito episódios para contar a história" é um show de detetive". Junto com Thomas e Ruggiero, a equipe de roteiristas é composta por Heather V. Regnier, David Walpert e Raymond Obstfeld, além de Kareem Abdul-Jabbar, ex-jogador e autor da NBA. Bell afirmou que a série "vai ser mais escura e maior e mais cinematográfica, um pouco diferente" em comparação com a série original.

## Recepção da crítica
Veronica Mars teve aclamação por parte da crítica especializada. Em sua 1ª temporada, com base de 15 avaliações profissionais, alcançou uma pontuação de 81% no Metacritic. Por votos dos usuários do site, atinge uma nota de 8.9, usada para avaliar a recepção do público.

## Distribuição

### Mídia doméstica
A primeira temporada de Veronica Mars foi lançada na região 1 como uma caixa de DVD widescreen de seis discos, em 11 de outubro de 2005. Além de todos os episódios que foram ao ar, os extras de DVD incluíam um episódio prolongado de "Pilot" (através da inclusão de uma seqüência de abertura sem precedentes) e mais de 20 minutos de cenas não exibidas. O mesmo conjunto foi lançado em 16 de maio de 2008 na Região 2, e em 4 de junho de 2008 na Região 4.
A segunda temporada foi lançada na região 1 como uma caixa de DVD widescreen de seis discos em 22 de agosto de 2006, Região 2 em 15 de agosto de 2008, e Região 4 em 8 de setembro de 2008. Além de todos os episódios transmitidos, os extras de DVD incluíam dois featurettes: "Um dia no set com Veronica Mars" e "Veronica Mars: Não seu detetive adolescente mediano", um trailer, uma promoção para a terceira temporada e cenas adicionais, incluindo um final alternativo para "My Mother, the Fiend".
A terceira temporada foi lançada na região 1 como uma caixa de DVD widescreen de seis discos em 23 de outubro de 2007, na Região 2 em 12 de dezembro de 2008, e Região 4 em 11 de fevereiro de 2009. Além de todos os episódios exibidos, os extras de DVD incluíram "Pitching Season 4", uma entrevista com Rob Thomas discutindo uma nova direção para a série que começa anos depois, com Veronica como uma novata do FBI; "Indo disfarçado com Rob Thomas"; galeria webisode com entrevistas de elenco e várias turnês; cenas sem cenas com introduções de Rob Thomas; e um carretel de mordaça.
No Reino Unido, Veronica Mars: The Complete Collection foi lançado em 12 de maio de 2014. O set contém as três temporadas e o filme em um conjunto de 18 discos. Esta é a primeira vez que a série recebe um lançamento no Reino Unido, já que as temporadas não foram lançadas individualmente.

### Sindicação
Em julho e agosto de 2005, quatro episódios da primeira temporada foram ao ar na CBS, rede de irmã da UPN, em uma tentativa de ganhar mais exposição para a série.
A série foi ao ar no SOAPnet em 2012. Pivot começou a transmitir a série em janeiro de 2014.